# Dominik Spadafora
Dominik Spadafora, wł. Domenico Spadafora da Randazzo (ur. 1450 w Randazzo na Sycylii, zm. 21 grudnia 1521 w Monte Cerignone) – włoski dominikan (OP), apostoł społeczności lokalnej, błogosławiony Kościoła rzymskokatolickiego.
Wspomnienie liturgiczne w Kościele rzymskokatolickim na świecie obchodzone jest w dzienna pamiątkę śmierci.
Święto Dominika w Monte Cerignone, w sanktuarium bł. Dominika Spadafory, obchodzone jest w 2.niedzielę września.
Jego kult zatwierdził Benedykt XV w dniu 14 stycznia 1921 roku.
Relikwie sprowadzono do kościoła Świętej Trójcy w parafii w Terespolu (Wspólnota Służby Liturgicznej Ołtarza) 4 kwietnia 2005 roku.
10 września 2006 rozpoczęto proces kanonizacyjny w diecezji San Marino - Montefeltro w sanktuarium Nel Santuario di Santa Maria in Reclauso.